# Lotte Hellinckx
Lotte Hellinckx (15 juni 1995) is een Belgische atlete, die gespecialiseerd is in de middellange afstand. Ze werd eenmaal Belgisch kampioene.

## Loopbaan
Hellinckx behaalde in februari 2018 haar eerste medaille op het Belgisch kampioenschap indoor waar ze tweede werd op de 1500 meter. Tijdens de daarop volgende zomer pakte ze de nationale titel op de 800 meter.
Hellinckx is aangesloten bij AC Lebbeke.

## Belgische kampioenschappen
Outdoor
| Onderdeel | Jaar |
| --------- | ---- |
| 800 m     | 2018 |

## Persoonlijke records
Outdoor
| Onderdeel | Prestatie | Datum        | Plaats         |
| --------- | --------- | ------------ | -------------- |
| 400 m     | 56,61 s   | 12 mei 2018  | Heusden-Zolder |
| 800 m     | 2.07,54   | 26 mei 2018  | Oordegem       |
| 1500 m    | 4.31,38   | 28 juli 2018 | Ninove         |

## Palmares

### 800 m
- 2018:  BK AC – 2.10,38

### 1500 m
- 2018:  BK AC indoor – 4.31,44